# 卡尔·鲁克
卡尔·鲁克（德語：Carl Ruck，1912年12月23日—1980年），德国男子曲棍球运动员，场上位置是前锋。他曾代表德国参加1936年夏季奥林匹克运动会曲棍球比赛，获得一枚银牌。